# 846
Раннє Середньовіччя •  Епоха вікінгів •  Золота доба ісламу •  Реконкіста

## Геополітична ситуація
У Східній Римській імперії триває правління Михаїла III. Каролінзька імперія розділена на три королівства: Західно-Франкське, Серединне та Східно-Франкське. Північ Італії належить Серединному королівству, Рим і Равенна під управлінням Папи Римського, герцогства на південь від Римської області незалежні, деякі області на півночі та на півдні належать Візантії. Піренейський півострів, окрім Королівства Астурія та Іспанської марки, займає Кордовський емірат. Вессекс підпорядкував собі більшу частину Англії, почалося вторгнення данів. Існують слов'янські держави: Перше Болгарське царство, Велика Моравія, Блатенське князівство.
Аббасидський халіфат очолоє аль-Васік. У Китаї править династія Тан. Велика частина Індії під контролем імперії Пала, почалося піднесення Пратіхари. В Японії триває період Хей'ан. Хозарський каганат підпорядкував собі кочові народи на великій степовій території між Азовським морем та Аралом. Територію на північ від Китаю захопили єнісейські киргизи.
На території лісостепової України в IX столітті літописці згадують слов'янські племена білих хорватів, бужан, волинян, деревлян, дулібів, полян, сіверян, тиверців, уличів. У Північному Причорномор'ї співіснують різні кочові племена, зокрема булгари, хозари, алани, тюрки, угри, кримські готи. Херсонес Таврійський належить Візантії.

## Події
- Сарацини з Північної Африки розграбували Рим. Гі I Сполетський зумів їх вигнати. Після цього імператор Лотар I допоміг папі Сергію II укріпити Леонтійську стіну й зобов'язав свого сина Людовика II організувати коаліцію для боротьби з сарацинами.
- Король Західного Франкського королівства Карл Лисий провів невдалий похід проти бретонців. Вождь бретонців Номіное захопив Нант і Ренн. Зрештою, після трьох поразок поспіль, Карл Лисий уклав мир з Номіное і надав йому титул герцога.
- Маври на чолі з Абдаррахманом II захопили й розграбували Леон.
- Велику Моравію очолив князь Ростислав.
- Прібіна заснував Блатноград, столицю Блатенського князівства.
- Китай очолив Сюань-цзун.